# Gymnosiphon fimbriatus
Gymnosiphon fimbriatus är en enhjärtbladig växtart som först beskrevs av George Bentham, och fick sitt nu gällande namn av Ignatz Urban. Gymnosiphon fimbriatus ingår i släktet Gymnosiphon och familjen Burmanniaceae. Inga underarter finns listade i Catalogue of Life.